# Tropaeolum carchense
Tropaeolum carchense är en krasseväxtart som beskrevs av Ellsworth Paine Killip och Benkt U. Sparre. Tropaeolum carchense ingår i släktet krassar, och familjen krasseväxter. Inga underarter finns listade i Catalogue of Life.